# Kruppproces

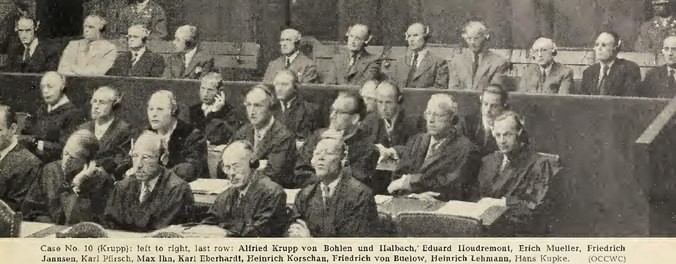

Het Kruppproces was de tiende rechtszaak van de Processen van Neurenberg. Het was de een van drie processen tegen vooraanstaande industriëlen van nazi-Duitsland, de twee andere waren het IG Farbenproces en het Flickproces. De beklaagden in deze zaak waren Alfried Krupp von Bohlen und Halbach en elf andere hooggeplaatste directeuren van de Kruppconcern. De hoofaanklacht was de toepassing van dwangarbeid. Hoofdrechter was de Amerikaan Telford Taylor. Het proces vond plaats van 8 december 1947 tot 31 juli 1948.

## De aanklacht
- Oorlogsmisdaden door het deelnemen aan de planning en het voeren van  oorlogen die in strijd zijn met internationale verdragen.
- Misdaden tegen de menselijkheid door deelname aan de deportatie en slavernij van de burgerbevolking van landen en gebieden bezet of gecontroleerd door Duitsland, en van 23000 krijgsgevangenen uit concentratiekampen, gebruikt als dwangarbeiders in de Kruppfabrieken.
- Oorlogsmisdaden en misdaden tegen de menselijkheid door de inbeslagname van bedrijven zowel in het westen (Frankrijk) als het oosten (Polen, Rusland).

## Uitspraak en uitvoering
Tien van de beklaagden kregen celstraf tussen de zes en twaalf jaar, een werd vrijgesproken, de ander werd vrijgelaten na het proces, wegens de duur van het voorarrest. Uiteindelijk kregen de tien andere op 2 februari 1951 amnestie. Het deel van het vonnis dat de confiscatie van de bezittingen van Krupp beval, werd eveneens vernietigd.